# Fatima Zahra El Hiyani
Fatima Zahra El Hiyani (* 23. Juli 1996 in Sidi Slimane) ist eine ehemalige marokkanische Radsportlerin, die auf Bahn und Straße aktiv ist.

## Sportlicher Werdegang
Fatima Zahra El Hiyani wuchs als Tochter einer einfachen Familie in Sidi Slimane auf. Schon als Kind spielte sie gerne Fußball mit den Jungen. Als sie die Grundstufe der Schule abgeschlossen hatte, erhielt sie von ihrem Vater ein Fahrrad geschenkt, mit dem sie fortan zehn Kilometer zur weiterführenden Schule fuhr. Nach einer Reifenpanne suchte sie unterwegs eine Fahrradwerkstatt auf; der Inhaber war ein Sohn des Präsidenten eines Radsportvereins und schlug ihr vor, Mitglied in diesem Verein zu werden. Schon 2014 nahm sie erstmals an marokkanischen Meisterschaften teil; die Familie unterstützt ihre Ambitionen. In einem Interview aus dem Februar 2016 erklärte sie, sie könne sich ein Leben ohne Fahrrad nicht vorstellen, da das Fahrrad ihr „Lebenselixier“ sei.
2014 wurde El Hiyani marokkanische Meisterin im Einzelzeitfahren auf der Straße. Bei den Afrikanischen Radsportmeisterschaften 2016 in ihrem Heimatland errang sie auf der Bahn drei Goldmedaillen in Einerverfolgung, 500-Meter-Zeitfahren und Teamsprint (mit Nadia Skoukdi), im Punktefahren holte sie Silber. Sie ging auch bei den Straßendisziplinen an den Start, wenn auch weniger erfolgreich. 2018 wurde sie zweifache nationale Meisterin in Straßenrennen und Zeitfahren, 2019 im Straßenrennen. Ebenfalls 2019 errang sie bei den Afrikameisterschaften Bronze im Sprint.
2020 begann sie beim Team Arkéa als erste arabische Radsportlerin überhaupt eine Profikarriere. 2021 gewann sie bei den Afrikameisterschaften auf der Bahn insgesamt sechs Silbermedaillen.

## Erfolge

### Straße
2014
- Marokkanische Meisterin – Einzelzeitfahren

2018
- Marokkanische Meisterin – Einzelzeitfahren, Straßenrennen

2019
- Marokkanische Meisterin – Straßenrennen

### Bahn
2016
- Afrikanische Meisterschaft – Einerverfolgung, 500-Meter-Zeitfahren und Teamsprint (mit Nadia Skoukdi)
- Afrikanische Meisterschaft – Punktefahren

2019
- Afrikameisterschaft – Sprint

2021
- Afrikameisterschaft – Punktefahren, Scratch, Verfolgung, Omnium, Ausscheidungsfahren, Mannschaftsverfolgung (mit Fatima Zahra Benzekri, Nora Sahmoud und Hakima Barhraoui)
- Afrikameisterschaft – Zeitfahren und Teamsprint (mit Fatima Zahra Benzekri und Hakima Barhraoui)

### Mountainbike
2019
- Afrikaspiele - Mountainbike-Marathon